# Loreauville
Loreauville est un village de la paroisse de l'Ibérie. Il comptait 887 habitants en 2010 (contre 938 en 2000).

## Histoire
Loreauville changea de nom à plusieurs reprises : Fausse Pointe, Dugasville (en l'honneur de la famille qui a ouvert le premier poste de commerce), puis Picouville (en mémoire d'un membre de la famille Picou qui donna un terrain pour la construction de la chapelle). Le 15 avril 1871, la localité prit définitivement le nom de Loreauville pour rendre hommage à Ozaire Loreau, connu pour avoir financé la vieille église et le cimetière et pour avoir contribué au développement agricole, industriel et politique du village.